# 18 Boötis
18 Boötis è una stella bianco-gialla nella sequenza principale di magnitudine 5,4 situata nella costellazione di Boote. Dista 85 anni luce dal sistema solare.

## Osservazione
Si tratta di una stella situata nell'emisfero celeste boreale; grazie alla sua posizione non fortemente boreale, può essere osservata dalla gran parte delle regioni della Terra, sebbene gli osservatori dell'emisfero nord siano più avvantaggiati. Nei pressi del circolo polare artico appare circumpolare, mentre resta sempre invisibile solo in prossimità dell'Antartide. La sua magnitudine pari a 5,4 fa sì che possa essere scorta solo con un cielo sufficientemente libero dagli effetti dell'inquinamento luminoso.
Il periodo migliore per la sua osservazione nel cielo serale ricade nei mesi compresi fra fine marzo e agosto; da entrambi gli emisferi il periodo di visibilità rimane indicativamente lo stesso, grazie alla posizione della stella non lontana dall'equatore celeste.

## Caratteristiche fisiche
La stella è una Subgigante bianco-gialla di tipo spettrale F5IV, con massa e raggio rispettivamente del 35% e 40% superiori a quelli del Sole. Un eccesso di emissione nell'infrarosso suggerisce la presenza di un disco circumstellare che orbita alla distanza di 35 UA dalla stella, con una temperatura di 65 K.
Possiede una magnitudine assoluta di 3,32 e la sua velocità radiale positiva indica che la stella si sta allontanando dal sistema solare.